# تيري دارود
تيري دارود (بالإنجليزية: Terry Duerod)‏ مواليد 29 يوليو 1956 في رويال أوك، هو لاعب كرة سلة محترف أمريكي سابق بدأ مسيرته الاحترافية في سنة 1979 حيث تم اختياره من قبل فريق ديترويت بيستونز خلال الدرافت، وحمل الرقم 42 و40. بلغ طوله 6 قدم 2 بوصة (1.9 م). اعتزل اللعب في 1984.

## فرق لعب لها
- ديترويت بيستونز
- دالاس مافيريكس
- بوسطن سيلتكس
- غولدن ستايت ووريورز
- فيكتوريا يبرتاس بيزارو

## روابط خارجية
- تيري دارود على موقع إن بي أي (الإنجليزية)
- تيري دارود على موقع سبورتس رفرنس (الإنجليزية)
- تيري دارود على موقع كلية كرة السلة في سبورتس رفرنس.كوم (الإنجليزية)
- تيري دارود على موقع ريلجم (الإنجليزية)
- تيري دارود على موقع بروبوليرز (الإنجليزية)